# Herbert P. Broida
Herbert Philip Broida (né le 25 décembre 1920 à Aurora ; mort le 9 avril 1978 à Santa Barbara) est un physicien américain qui a travaillé dans le domaine de la spectroscopie atomique et moléculaire.

## Biographie
Broida commence sa formation universitaire à l'université du Colorado en économie, sociologie et philosophie, puis passe à la physique à l'université Harvard au début des années 1940. Broida n'est pas enrôlé dans l'armée pendant la Seconde Guerre mondiale en raison des conséquences d'une poliomyélite dont il a souffert dans sa petite enfance ; il  travaille en revanche comme professeur militaire à l'université Wesleyenne. Après la guerre, il retourne à l'université Harvard, où il obtient son doctorat en 1949 avec une thèse sur l'application des tubes photomultiplicateurs. Il travaille ensuite au National Institute of Standards and Technology à Washington jusqu'en 1963. En 1952, il obtient une bourse Guggenheim, avec laquelle il passe une année à l'Imperial College London. En 1953, il devient membre de l'American Physical Society (APS) et en 1957 de l'Association américaine pour l'avancement des sciences (AAAS).
En 1963, Broida rejoint le département de physique de l'Université de Californie à Santa Barbara nouvellement créé. Il y fonde un laboratoire de physique moléculaire. Il a été l'un des premiers chercheurs à reconnaître le grand potentiel de l'utilisation des lasers pour étudier les molécules. À partir de 1973, il est directeur du Quantum Institute de l'université. Il a aussi été président du département de chimie physique de l'APS. Il a publié plus de 200 articles scientifiques.
Broda est mort le 9 avril 1978 près de Santa Barbara dans un accident de randonnée.

## Honneurs
Depuis 1980, l'American Physical Society décerne un prix Herbert P. Broida pour des réalisations exceptionnelles en spectroscopie atomique et moléculaire ou en physique chimique.